# Lala Kara Mustafa Pasja

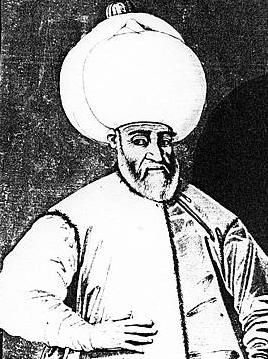
Lala Kara Mustafa Pasja

Lala Kara Mustafa Pasja (ook Lala Mustafa Pasja)  (rond 1500 - 7 augustus 1580) was een Osmaans generaal en, voor korte tijd, ook grootvizier.  Zijn eretitel "Lala" betekent "Leraar van de Sultan: hij was immers lange tijd de persoonlijke leraar van de kinderen van sultan Selim II. 
Lala Mustafa was tot beylerbey van Damascus bevorderd om dan vijfde vizier te worden, voor hij in 1565 het Osmaanse landleger aanvoerde bij het Beleg van Malta. Daarna was hij ook de aanvoerder van het leger dat in 1570-1571 Cyprus op de republiek Venetië veroverde.
Van 28 april tot 7 augustus 1580 was hij grootvizier van het Osmaanse Rijk. Mustafa was berucht om zijn wreedheid tegenover overwonnen tegenstanders, bijvoorbeeld de Venetiaan Marcantonio Bragadin die Famagusta op Cyprus verdedigde.